# SPA-Viberti AS.42
El SPA-Viberti AS.42 Africa Settentrionale 42 era un vehículo de reconocimiento italiano de la Segunda Guerra Mundial. El AS.42 Sahariana fue desarrollado por SPA-Viberti usando el mismo chasis del automóvil blindado AB 41, incluyendo su sistema de dirección a las cuatro ruedas, pero con una transmisión 4x4 específicamente diseñada para operaciones en el desierto, principalmente en el papel de reconocimiento. Sus orígenes se remontan a las solicitudes de las unidades que operaron en la campaña del norte de África para un vehículo con largo alcance y altamente maniobrable, similar a aquellos empleados con gran éxito por las fuerzas británicas de reconocimiento del Long Range Desert Group (LRDG).

## Diseño
Empleaba el mismo chasis del automóvil blindado AB 41, incluyendo su sistema de dirección, que era integral, pero solo con giro en las ruedas delanteras, suspensiones individuales y tracción 4x4 con diferencial central de bloqueo; la única modificación del chasis en relación con el Autoblinda fue la eliminación de la cabina trasera, en donde se montó una cabina baja y ancha, sin blindaje, con la cabina delantera y el motor en la parte posterior, por lo que ofrecía suficiente espacio en medio de la carrocería para transportar a cinco hombres completamente equipados y armas, aunque la tripulación de una misión rara vez pasaba de tres o cuatro. La única protección del compartimiento abierto era un toldo de lona impermeable. El AS.42 tenía tanques de combustible internos en su parte frontal y posterior con 24 bidones adicionales transportados en los laterales conteniendo 80 l de agua y 400 l de combustible.

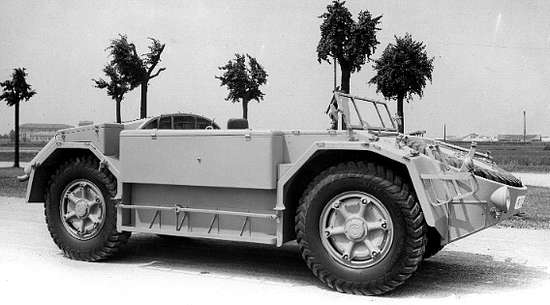
AS.42 "Metropolitana".

Un segundo modelo, llamado Sahariana II o, más comúnmente, Metropolitana (algunas fuentes le citan como AS.43), entró en servicio en Italia en 1943. Se diferenciaba del primer modelo por la ausencia de las dos filas de galoneras de gasolina en los laterales, sustituidas por dos grandes compartimentos de munición. Además, esta versión estaba equipada con los nuevos neumáticos Pirelli adaptados al terreno más variable de la península itálica, a diferencia de los anteriores para transitar sobre arena. Una docena de estos vehículos fueron suministrados a la policía italiana durante la guerra y se integraron en las filas del Departamento Celeri y después de ella, siete fueron asignados al 20º Destacamento de Policía Móvil, donde permanecieron en servicio hasta 1954. El AS.42 se caracterizaba por ser un vehículo rápido y confiable, pero sin embargo complicado de construir y mantener.

## Armamento
El AS.42 iba armado con diversas combinaciones de armas, que incluían:
- Ametralladora Breda M37, de 8 mm
- Cañón automático Breda M35, de 20 mm
- Fusil antitanque Solothurn S-18/1000, de 20 mm
- Cañón antitanque Breda 47/32, de 47 mm

## Historial de combate
Entró en servicio en diciembre de 1942, la AS.42 participó en las etapas finales de la campaña de Libia y durante toda la campaña de Túnez, asignada principalmente al Raggruppamento sahariano "Mannerini y a la 103ª Compagnia Arditi Camionettisti del 10º Reggimento Arditi. Los vehículos supervivientes fueron utilizados más tarde por el 2º Batallón del 10º Regimiento en la defensa de Sicilia y el sur de Italia. La misma unidad y el Batallón de Asalto Motorizado emplearon los modelos de "Sahariana" y "Metropolitana" en la limpieza de unidades alemanas de Roma en setiembre de 1943. Un grupo de 46 vehículos fueron capturados y reutilizados por la 1. Fallschirm-Panzer-Division Hermann Göring tras el armisticio italiano y siguieron utilizándose en 1944 y 1945 como vehículos de reconocimiento en el Frente del Este, en Francia, Bélgica y los Países Bajos. También algunos de estos vehículos fueron recuperados y utilizados por el Batallón "Barbarigo", componente terrestre de la Decima Flottiglia MAS.